# ستوري تويدي ياتز
ستوري تويدي ياتز (بالإنجليزية: Story Tweedie-Yates)‏ مواليد 2 مايو 1983، هي لاعبة كرة مضرب أمريكية سابقة بدأت مسيرتها كمحترفة سنة 2004 وكانت تلعب باليد اليمنى، اعتزلت اللعب في 2011. أعلى تصنيف لها في الفردي كان المركز الـ 319 في سنة 2006. أعلى تصنيف لها في الزوجي كان المركز الـ 189 في سنة 2009.

## روابط خارجية
- ستوري تويدي ياتز على موقع رابطة محترفات التنس (الإنجليزية)
- ستوري تويدي ياتز على موقع الاتحاد الدولي لكرة المضرب (الإنجليزية)